# 선거독재
선거독재(選擧獨裁, 영어: elective dictatorship) 또는 정치학에서의 행정지배(行政支配, 영어: executive dominance)는 1976년 영국 BBC 방송 리차드 딤블리 강연에서 영국 법무장관 헤일샴 전 장관이 대중화한 문구이다. 주세페 가리발디의 교리를 기술하면서, 1968년과 1969년에 강의에서 헤일샴 (당시 퀸틴 호그로 알려짐)이 사용했다. 이는 의회가 오늘 정부에 의해 지배되는 국가를 설명한다. 이는 의회의 입법 진행이 정부에 의해 결정된다는 사실을 가리키며 정부 법안은 거의 항상 강력한 정부를 창출하는 소선거구제의 성격 때문에 사실상 항상, 거의 항상 충절을 지키는 집권당 대다수에 당 분야의 부과와 함께 하원을 통과한다. 성화된 헌법이 없다면, 행정부의 지배력에 대한 이러한 경향은 상원 제한과 정부의 주도권을 차단할 수 있는 능력에 국회를 둘러싸고 있는 의회 법과 솔즈베리 협약에 의해 복합화된다.

## 같이 보기
- 입법독재(legislative dictatorship)
- 민주집중제
- 민주 역차
- 유럽 연합 내 민주 역차
- 선거 군주제